# Erkki Pulliainen

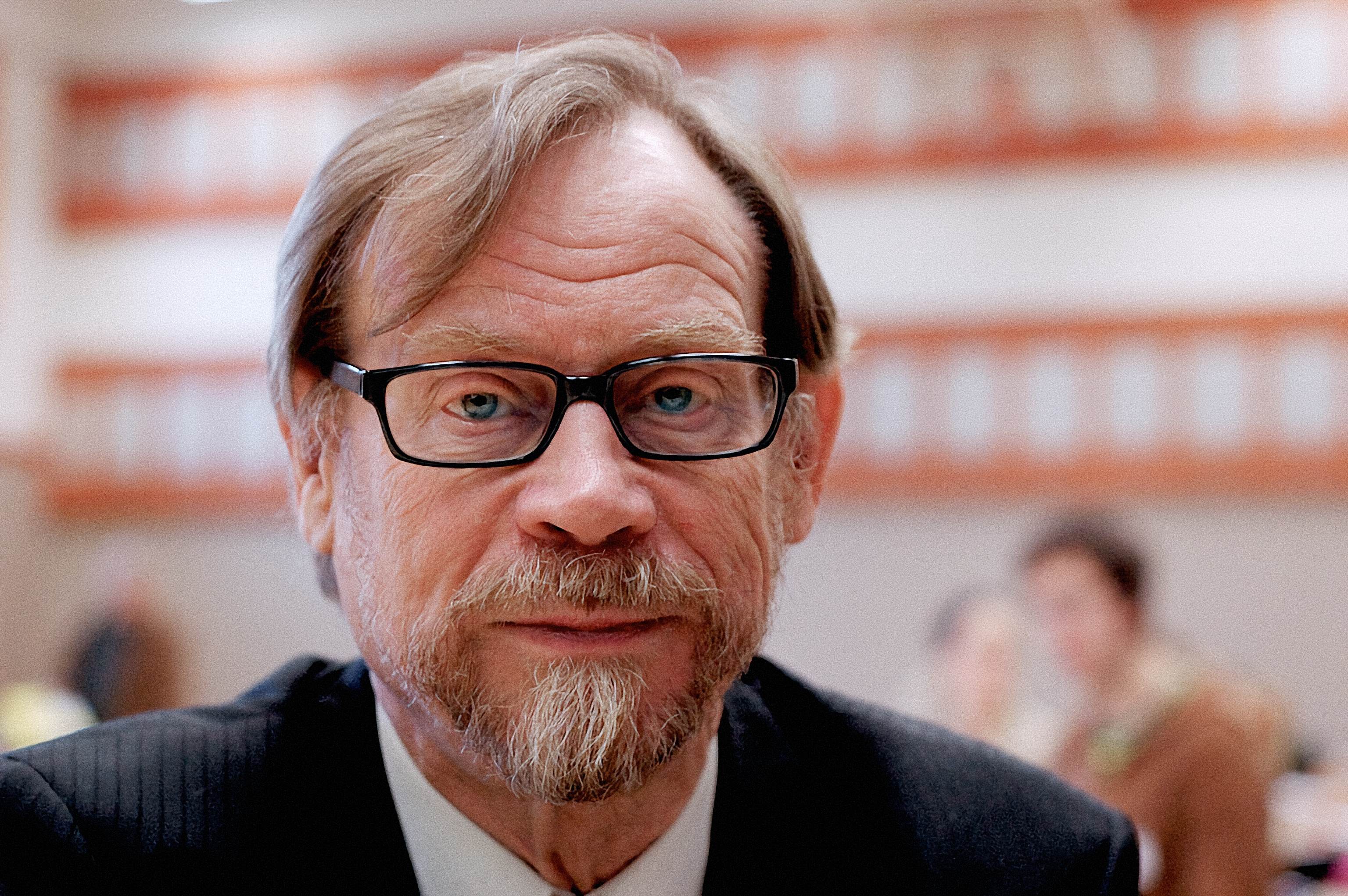
Erkki Pulliainen 2008

Erkki Ossi Olavi Pulliainen, född 23 juni 1938 i Varkaus, död i augusti 2022, var en finländsk zoolog, riksdagsman och professor emeritus.
Sin första akademiska grad tog han 1960, kandidat i naturvetenskaper. 1966 doktorerade han med en avhandling om vargar. Han avlade också kurser i geologi och geografi, samt avlade 1968 magisterexamen i agronomi och forstvetenskap, där han även är hedersdoktor. 
Pulliainen verkade som forskare vid Helsingfors universitet fram till 2003, och hade där också en docentur. Vid sidan av forskningen hade han åtskilliga förtroendeuppdrag, både inom Finland och internationellt, främst inom naturskydd och miljövård. Han gjorde sig känd som en stridbar förkämpe för och expert på de nordiska stora rovdjuren och var en av de tidigaste som tog vargen i försvar. Därav fick han smeknamnet Varg-Pulliainen. Han var också verksam inom Finlands akademi och vid universitetets forskningsstation. Från 1975 fram till sin pensionering var han professor i zoologi vid Uleåborgs universitet, där han även verkade som prefekt för zoologiska institutionen (1978-1987) och dekan för naturvetenskapliga fakulteten (1980-1987). Han har skrivit ett femtiotal vetenskapliga publikationer och en handfull större verk, mest om varg, järv och lo. Till svenska har översatts Så gör hunden från 1985 (ISBN 91-85964-16-6).
1987 blev Pulliainen invald i Finlands riksdag från Uleåborgs valkrets som ledamot för Gröna förbundet och förblev ledamot i fem perioder fram till valet våren 2011. Han var ordförande för de grönas riksdagsgrupp 1989–1991 och har senare varit viceordförande i några perioder. Han var också ledamot av stadsfullmäktige i Uleåborg 1985-1999.
Erkki Pulliainen var gift (i sitt andra äktenskap) med kandidaten i humaniora, Riitta Inkeri Pulliainen, född Haaranen, och hade fem barn.